# چشم شیطان (فیلم ۱۹۶۶)
چشم شیطان (انگلیسی: Eye of the Devil) فیلمی در ژانر ترسناک به کارگردانی جی. لی تامپسون است که در سال ۱۹۶۶ منتشر شد.

## بازیگران
- دبورا کار
- دیوید نیون
- دونالد پلیسنس
- دیوید همینگز
- شرون تیت
- ادوارد مالهیر
- فلورا رابسون
- دونالد بیسِـت